# Волиця-Перша
Волиця-Перша (пол. Wolica Pierwsza) — село в Польщі, у гміні Модлібожиці Янівського повіту Люблінського воєводства.
Населення — 760 осіб (2011).
У 1975-1998 роках село належало до Тарнобжезького воєводства.

## Демографія
Демографічна структура станом на 31 березня 2011 року:
|          | Загалом | Допрацездатний вік | Працездатний вік | Постпрацездатний вік |
| -------- | ------- | ------------------ | ---------------- | -------------------- |
| Чоловіки | 370     | 71                 | 249              | 50                   |
| Жінки    | 390     | 75                 | 206              | 109                  |
| Разом    | 760     | 146                | 455              | 159                  |